# Acraea cruentata
Acraea cruentata är en fjärilsart som beskrevs av M.Gaede 1915. Acraea cruentata ingår i släktet Acraea och familjen praktfjärilar. Inga underarter finns listade i Catalogue of Life.